# Mackenzie (nome)
Mackenzie  è un nome proprio di persona inglese maschile e femminile.

## Varianti
- MacKenzie, Makenzie[1][2], Mckenzie[1], McKenzie[2], M'Kenzie[2]
  - Ipocoristici: Kenzie[1][2]

## Origine e diffusione
Riprende il cognome scozzese Mackenzie, forma anglicizzata del gaelico Mac Coinnich, che vuol dire "figlio di Coinneach" (quest'ultima la forma scozzese originale del nome Kenneth).
Cominciò ad essere usato come nome, al maschile, nel XVIII secolo; al femminile, entrò nell'uso come secondo nome a partire dal XIX, mentre come primo nome è attestato solo dal 1975 circa, promosso dalla fama dell'attrice statunitense Mackenzie Phillips.

## Onomastico
Il nome è adespota, ossia privo di santo patrono; l'onomastico può essere festeggiato il 1º novembre, in occasione di Ognissanti.

## Persone

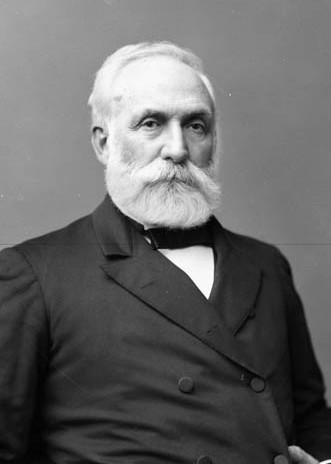
Mackenzie Bowell

### Maschile
- Mackenzie Astin, attore statunitense
- Mackenzie Bowell, politico canadese
- Mackenzie Crook, attore britannico
- Mackenzie McDonald, tennista statunitense

### Femminile
- Mackenzie Davis, attrice canadese

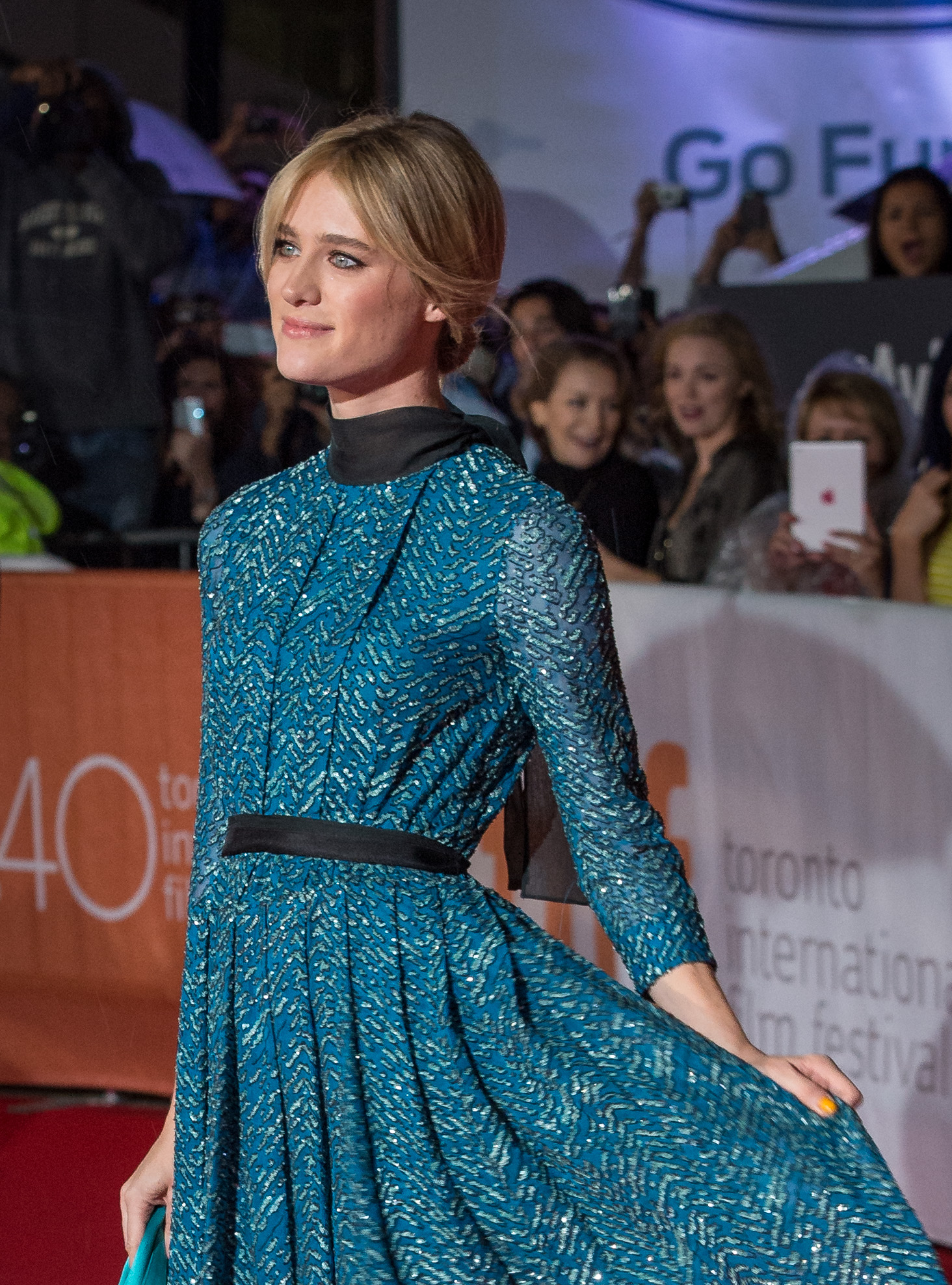
Mackenzie Davis

- Mackenzie Foy, modella e attrice statunitense
- Mackenzie Lintz, attrice statunitense
- Mackenzie Rosman, attrice statunitense

### Varianti femminili
- MacKenzie Mauzy, attrice e modella statunitense
- Makenzie Vega, attrice statunitense

## Il nome nelle arti
- Mackenzie Bock, più noto come Brossura Bock, è un personaggio dei fumetti DC Comics.